# Rhianna Parris-Smith
Rhianna Parris-Smith (* 10. Juli 2002) ist eine britische Radsportlerin, die die Kurzzeitdisziplinen auf der Bahn bestreitet.

## Sportlicher Werdegang
Zunächst war Rhianna Parris-Smith als Leichtathletin aktiv. Sie besucht ein Sportcollege in Hertfordshire, das zwei Abteilungen hatte, eine für Leichtathletik, eine weitere für Radsport. Wegen Knieproblemen wechselte sie zum Radsport und fuhr ab 2018 Rennen. Als Kind bewunderte sie die Leichtathletinnen Shelly-Ann Fraser-Pryce und Jessica Ennis-Hill. Später wurde die britische Paralympics-Siegerin Kadeena Cox, in deren Akademie sie trainiert, ihr Vorbild: Beide Frauen engagieren sich für Diversität und Inklusion im Radsport. Ab 2020 studierte Parrris-Smith Sport Coaching and Development an der University of Derby.
2022 startete Parris-Smith erstmals bei britischen Bahnmeisterschaften in der Elite. 2023 und 2024 wurde sie jeweils gemeinsam mit Rhian Edmunds und Iona Moir U23-Europameisterin in Teamsprint, 2023 wurde sie zudem U23-Europameisterin im 500-Meter-Zeitfahren. Auf nationaler Ebene errang sie 2024 im Zeitfahren ihren ersten Titel in der Elite.

## Erfolge

### Bahn
2023
- U23-Europameisterin – 500-Meter-Zeitfahren, Teamsprint (mit Rhian Edmunds und Iona Moir)

2024
- U23-Europameisterin – Teamsprint (mit Rhian Edmunds und Iona Moir)
- Britische Meisterin – 500-Meter-Zeitfahren

2025
- Europameisterschaften – Teamsprint (mit Lauren Bell und Rhian Edmunds)
- Britische Meisterin – Teamsprint (mit Lauren Bell und Rhian Edmunds)